# Dionysius Gothofredus
Dionysius Gothofredus (eigentlich Denis Godefroy; * 17. Oktober 1549 in Paris; † 7. September 1622 in Straßburg) war ein französischer Rechtswissenschaftler. Gothofredus war Professor an den Universitäten Genf, Straßburg und Heidelberg und Herausgeber der ersten kritischen Gesamtausgabe des »Corpus iuris civilis« (Genf, 1583). Diese Bezeichnung für die spätrömische Gesetzessammlung stammt auch von ihm.

## Leben
Denis Godefroy – oder mit seinem Gelehrtennamen Dionysius Gothofredus –, der Sohn von Leon Godefroy, Seigneur de Guigneccourt, studierte Jura in Löwen (Belgien), Köln und Heidelberg.
Nach seinem Studium war er von 1576 bis 1577 in Paris am Cour de Parlement (Gerichtshof) tätig. Er promovierte 1579 in Orléans und trat noch im gleichen Jahr eine Lehrerstelle an der Akademie in Genf an. Sicherlich hätte er auch in Paris eine glänzende Karriere gemacht, aber mit seinem calvinistischen Glauben war er in Genf auf sicherem Boden. Er wurde 1580 zum Professor der Rechtswissenschaft ernannt, erhielt das Bürgerrecht und heiratete Denise de Saint-Yon. 1581–85 war er von der Lehrtätigkeit freigestellt und konnte sich ganz dem "Corpus iuris civilis" widmen. 1587 wählte man Godefroy in den Rat der Stadt Genf.
1589 gelang es dem französischen König, ihn nach Frankreich zu holen. Godefroy wurde außerordentlicher Rat am Gerichtshof des Parlamentes in Paris sowie „Grand Bailli“ (Landvogt bzw. Bezirksrichter) im Pays de Gex (in der Franche-Comté gelegen). Kaum 6 Monate, nachdem er sich dort niedergelassen hatte, wurde der Ort von Truppen des Herzog von Savoyen eingenommen. Godefroys Haus und seine Bibliothek gingen in Flammen auf. Mit seiner Familie floh er nach Basel und blieb dort, bis er in der freien Reichsstadt Straßburg 1591 eine Lehrstelle an der Universität bekam.
Sein Ruf als Rechtsgelehrter hatte sich durch etliche Veröffentlichungen und besonders des Corpus iuris civilis (Genf 1583) verbreitet, so dass ihn der pfälzische Kurfürst Friedrich IV. an der Heidelberger Universität haben wollte. Die Arbeitsbedingungen schienen Godefroy erstmal nicht ganz zugesagt zu haben, denn schon 1601 war er wieder zurück in Straßburg. Die Heidelberger holten ihn 1604 erneut an die Universität, diesmal auf Dauer. Er wurde Professor der juristischen Fakultät und ab 1606 auch deren Dekan.
Eine weitere Steigerung erfuhr sein beträchtliches Ansehen 1607 durch die Wahl zum Rektor der Universität und durch die Berufung in den kurfürstlichen Rat. Der Kurfürst schickte ihn mehrmals in diplomatischen Missionen nach Paris. Versuche des französischen Königs, ihn wieder nach Frankreich zu holen, lehnte er wegen seines Bekenntnisses zum Calvinismus ab.
Der Ausbruch des Dreißigjährigen Krieges (in dem der pfälzische Kurfürst Friedrich V. eine so unglückliche Rolle spielte), zwang Godefroy 1620 zur Flucht zu Freunden nach Straßburg – im darauf folgenden Jahr (1621) wurde die kurpfälzische Residenz Heidelberg von kaiserlichen Truppen zerstört.
Nach längerer Krankheit starb Denis Godefroy in Straßburg am 7. September 1622.